# Uniwersytet Sunshine Coast
Uniwersytet Sunshine Coast, Uniwersytet Słonecznego Wybrzeża (ang. University of the Sunshine Coast) – australijska uczelnia publiczna z główną siedzibą na terenie Sunshine Coast.
Projekt założenia uczelni w Sunshine Coast narodził się w 1973. W 1989 roku australijski rząd federalny zatwierdził jego powstanie, a w 1 lipca 1994 parlament Queensland uchwalił ustawę erygującą University College. W 1996 rozpoczęło się nauczanie. Pełny status uniwersytetu i obecną nazwę uczelnia uzyskała 1 stycznia 1999.

## Podstawowe dane statystyczne
| Ranking           | Ranking          |
| Rankingi krajowe  | Rankingi krajowe |
| Ranking           | 2014             |
| ----------------- | ---------------- |
| Webometrics       | 38               |
| ERA               | 24 (2012)        |
| Rankingi światowe |                  |
| Webometrics       | 3087             |

W 2014 na uniwersytecie studiowało 9652 osób, w tym 1057 z zagranicy (głównie Indii, Niemiec, Stanów Zjednoczonych, Nepalu i Szwecji). Kobiety stanowiły 63,8% wszystkich studentów.
Uczelnia oferuje ponad 100 programów kierunkowych. Kampus uniwersytecki zajmuje powierzchnię 100 ha.

## Jednostki organizacyjne
Uniwersytet prowadzi swoją działalność w ramach dwóch wydziałów:
- Wydział Sztuk i Biznesu
- Wydział Nauk Ścisłych, Zdrowia, Edukacji i Inżynierii.